# Prefix telefonic 702 (Statele Unite ale Americii)

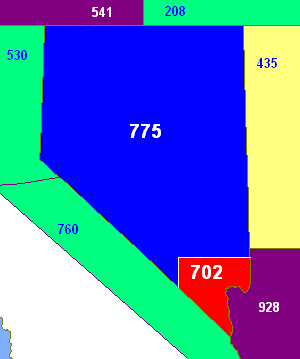
Harta statului Nevada - prefixele telefonice ale Nevadei în albastru închis, 775 și în roșu, 702. Celelalte prefixe sunt ale statelor înconjurătoare fiind folosite în zonele marginale ale statului Nevada.

Prefixul telefonic 702 nord-american face parte din cele folosite în Canada și Statele Unite ale Americii fiind prefixul statului Nevada care acoperă orașul Las Vegas și cea mai mare parte a comitatului Clark.  A fost unul dintre prefixele originare desemnate în 1947, acoperind la vremea aceea întreg statul Nevada.  Datorită creșterii explozive a populației orașului Las Vegas și a Clark County, un alt prefix telefonic a fost absolut necesar.  La 15 mai 1999, cea mai mare parte a Nevadei, incluzând orașele Reno și capitala statului, Carson City, a primit un alt prefix telefonic 775. 
| Prefixele telefonice ale statului american Nevada sunt 702 și 775. | Prefixele telefonice ale statului american Nevada sunt 702 și 775. | Prefixele telefonice ale statului american Nevada sunt 702 și 775. |
| --- | ------------------------------------------------------------------ | ------------------------------------------------------------------ |
| | Nord 775                                                           |                                                                    |
| Vest 760 | 702                                                                | Est 928                                                            |
| | Sud 760                                                            |                                                                    |
| Prefixele telefonice ale statului american Arizona sunt 480, 520, 602, 623 și 928. |                                                                    |                                                                    |
| Prefixele telefonice ale statului american California sunt: 209, 213, 310, 323, 408, 415, 424, 510, 530, 559, 562, 619, 626, 650, 661, 707, 714, 760, 805, 818, 831, 858, 909, 916, 925, 949 și 951. |                                                                    |                                                                    |